# Loxandrus aduncus
Loxandrus aduncus är en skalbaggsart som beskrevs av Allen. Loxandrus aduncus ingår i släktet Loxandrus och familjen jordlöpare. Inga underarter finns listade i Catalogue of Life.